# Chlidonia pyriformis
Chlidonia pyriformis is een mosdiertjessoort uit de familie van de Chlidoniidae. De wetenschappelijke naam van de soort is voor het eerst geldig gepubliceerd in 1810 door Bertoloni.